# Liste der 999 Frauen des Heritage Floor/Mary Wollstonecraft
Diese Liste beschreibt das Gedeck für Mary Wollstonecraft auf dem Tisch der Kunstinstallation The Dinner Party von Judy Chicago. Sie ist Teil der Liste der 999 Frauen des Heritage Floor, die den jeweiligen Gedecken auf dem Tisch zugeordnet sind. Die Namen der 999 Frauen befinden sich auf den Kacheln des Heritage Floor, der unterhalb des Tisches angeordnet, zur Kunstinstallation gehört.

## Beschreibung
Die Installation besteht aus einem dreiseitigen Tisch, an dem jeweils 13 historische oder mythologische Persönlichkeiten, somit insgesamt 39 Personen, von der Urgeschichte bis zur Frauenrechtsbewegung Platz finden. Diesen Personen wurde am Tisch jeweils ein Gedeck bestehend aus einem individuell gestalteten Tischläufer, einem individuell gestalteten Teller sowie einem Kelch, Messer, Gabel, Löffel und einer Serviette zugeordnet. Die erste Seite des Tisches widmet sich der Urgeschichte bis zur Römischen Kaiserzeit, die zweite der Christianisierung bis zur Reformation und die dritte von der Amerikanischen Revolution bis zur Frauenbewegung. Jedem Gedeck auf dem Tisch sind weitere Persönlichkeiten zugeordnet, die auf den Fliesen des Heritage Floor, der den Raum unter dem Tisch und die Mitte des Raumes zwischen den Seite des Tisches einnimmt, einen Eintrag erhalten haben. Diese Liste erfasst die Persönlichkeiten, die dem Gedeck von Mary Wollstonecraft zugeordnet sind. Ihr Platz befindet sich an der dritten Tischseite.

### Hinweise
Zusätzlich zu den Namen wie sie in der deutschen Transkription oder im wissenschaftlichen Sprachgebrauch benutzt werden, wird in der Liste die Schreibweise aufgeführt, die von Judy Chicago auf den Kacheln gewählt wurde.
Die Angaben zu den Frauen, die noch keinen Artikel in der deutschsprachigen Wikipedia haben, sind durch die unter Bemerkungen angeführten Einzelnachweise referenziert. Sollten einzelne Angaben in der Tabelle nicht über die Hauptartikel referenziert sein, so sind an der entsprechenden Stelle zusätzliche Einzelnachweise angegeben. Bei Abweichungen zwischen belegten Angaben in Wikipedia-Artikeln und den Beschreibungen des Kunstwerks auf der Seite des Brooklyn Museums wird darauf zusätzlich unter Bemerkungen hingewiesen.

### Gedeck für Mary Wollstonecraft

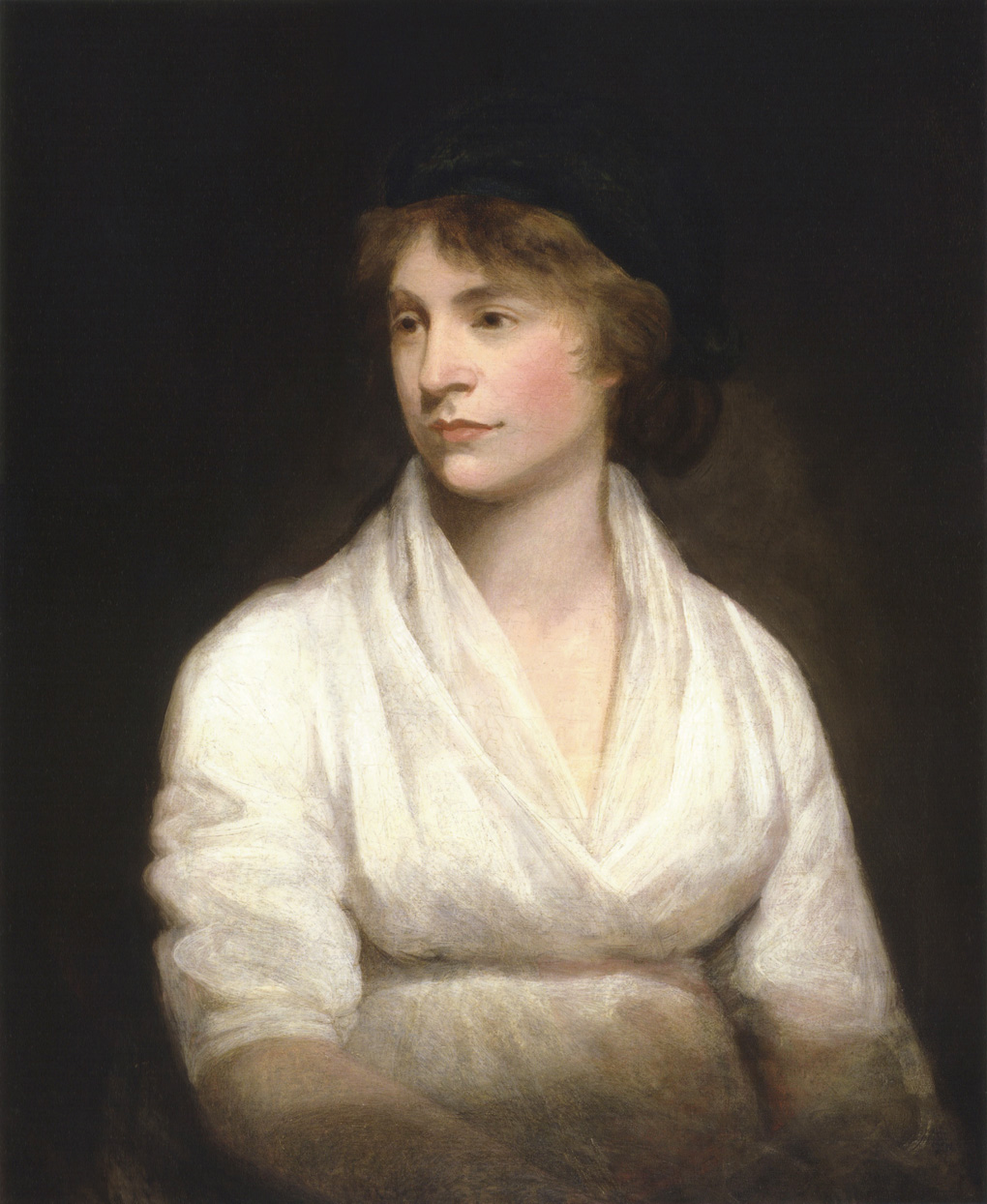
Mary Wollstonecraft von John Opie (etwa 1797)

Mary Wollstonecraft wurde am 27. April 1759 in Spitalfields, London geboren. Sie war Engländerin irischer Abstammung, ihr Vater war Weber und Landwirt. Die Familie zog oft um, was ihre Schulbildung durch die häufigen Schulwechsel beeinträchtigte, jedoch war sie sehr an Bildung interessiert, auch an gleichberechtigter Schulbildung für Mädchen. Sie arbeitete im Alter von 19 Jahren für ein Jahr, bis 1779, als Gesellschafterin in Bath, danach gründete sie zusammen mit ihren Schwestern eine private Schule in London. Dort unterrichtete sie bis 1787. Sie reiste im Jahr 1785 nach Lissabon, um ihrer Freundin bei der Geburt ihres ersten Kindes beizustehen. Als sie Ende 1786 zurück an ihre Schule nach London kam, stellte sie fest, dass die Schule bankrottgegangen war. Um die aufgelaufenen Schulden zu bezahlen, arbeitete Wollstonecraft als Gouvernante in Irland. Nachdem sie 1787 die Stelle verloren hatte, kehrte sie nach London zurück, wo sie sich eine kleine Wohnung leisten konnte, da ihr erster Roman Mary veröffentlicht worden war.
Im Herbst 1792 reiste sie nach Frankreich. Dank eines Empfehlungsschreibens ihres Verlegers kam sie in Kontakt mit weiteren Schriftstellern, Politikern und anderen Künstlern. Auch kam sie mit Frauenrechtlerinnen in Kontakt und wurde durch die britische Frauenrechtlerin und Historikerin Catherine Macaulay beeinflusst. Ihr bekanntestes Werk, A vindication of the rights of woman, in dem sie für die Gleichberechtigung eintrat, entstand in Frankreich. In ihrem ersten Winter in Frankreich lernte sie auch den amerikanischen Geschäftsmann Gilbert Imlay kennen. Wollstonecraft und Imlay begannen im April 1793 eine Beziehung, aus der die gemeinsame Tochter Fanny stammte. Um Wollstonecraft und ihre Tochter zu schützen, ließ Imlay sie als amerikanische Staatsbürgerin registrieren, jedoch heiratete er Mary Wollstonecraft nicht. Den Sommer 1794 verbrachte Wollstonecraft mit einer dreimonatigen Reise durch Skandinavien. Ihre Letters Written During a Short Residence in Sweden, Norway, and Denmark wurden 1796 veröffentlicht. Mit ihrer Tochter kehrte sie 1795 nach London zurück. Die Trennung machte sie depressiv und im Oktober unternahm sie auf der Putney Bridge einen Suizidversuch.
Bereits 1791 hatte sie auf einem Empfang den proto-anarchistischen Schriftsteller William Godwin kennen gelernt, den sie 1796 wieder traf und ein Jahr später heiratete. Nach ihrer Heirat führte sie den Doppelnamen Mary Wollstonecraft-Godwin. Die gemeinsame Tochter Mary kam 1797 zur Welt. Mary Shelly wurde später als Autorin des Romans Frankenstein bekannt. Die Geburt ihrer Tochter Mary überlebte sie nur um elf Tage, da der in der Gebärmutter verbliebene Mutterkuchen zu einem Infekt führte und sie am Kindbettfieber starb.
Das Gedeck für Mary Wollstonecraft auf dem Tisch der Dinner Party wurde gestaltet, um den starken Charakter der Autorin zu beleuchten, auch ihren Glauben an die Gleichstellung der Frau. Der Tischläufer ist in unterschiedlichen Handwerkstechniken gestaltet. Es finden sich Nadelspitzen, Petitpoints, Stickereien, Häkelarbeiten und Stumpfarbeiten. In Bildern wird Wollstonecrafts Leben mit Szenen aus dem häuslichen Umfeld dargestellt. Auf der Rückseite ist ihr tragischer Tod dargestellt. Die Bilder mit Vögeln, Blumen und Äpfeln auf der Vorderseite sollen die Trivialität der weiblichen Existenz im 18. Jahrhundert hervorheben. Im Gegensatz zu der schlichten, häuslichen Gestaltung des Tischläufers ist der Teller aufwändig und dreidimensional gestaltet. Die erhabene Oberfläche dient Chicago als Metapher für Wollstonecrafts Willen und Intelligenz. Der Initial-Buchstabe „M“ auf der Vorderseite des Tischläufers wird mit zwei Ikonen, einem Zylinder und einem Handschuh, verziert, die Wollstonecrafts Lebenswerk darstellen. Auf ihrem Sterbebett sagte sie dazu: „Ich habe den Handschuh hingeworfen. Es ist an der Zeit, Frauen wieder zu ihrer verlorenen Würde zu verhelfen und sie zu einem Teil der menschlichen Spezies zu machen .“
| Name                                       | Schreibweise auf der Kachel | Geburtsdatum | kulturräumliche Zuordnung     | Bemerkungen | Bild |
| ------------------------------------------ | --------------------------- | ------------ | ----------------------------- | --- | ---- |
| Alcipe                                     | Leonor D’Almeida            | 1750         | Königreich Portugal, Lissabon | Adlige, Lyrikerin und Übersetzerin, gründete die „Sociedade da Rosa“, eine anti-napoleonische Institution. |      |
| Alison Cockburn                            | Alison Rutherford           | 1712         | Schottland                    | Dichterin, Humoristin und Salonière, die im 18. Jahrhundert in Edinburgh einen Kreis hervorragender Freunde sammelte, darunter Walter Scott, Robert Burns und David Hume. |      |
| Bridget Bevan                              | Bridget Bevan               | 1698         | Wales                         | Pädagogin und Wohltäterin. |      |
| Caroline Pichler                           | Karoline Pichler            | 1769         | Erzherzogtum Österreich       | Schriftstellerin, Lyrikerin, Kritikerin und Salonière. |      |
| Caroline Schelling                         | Caroline Schlegel           | 1763         | Göttingen                     | Schriftstellerin und Übersetzerin. Sie zählte zu der als Universitätsmamsellen bekannten Gruppe Göttinger Professorentöchter und gilt als Muse verschiedener Dichter und Denker der Romantik. |      |
| Celia Fiennes                              | Celia Fiennes               | 1662         | England                       | Reiseschriftstellerin, die als erste Frau alle englischen Grafschaften bereiste. |      |
| Charlotte Corday                           | Charlotte Corday            | 1786         | Erste Französische Republik   | Attentäterin des französischen Revolutionärs Jean Paul Marat. Bei ihrem Prozess enthüllte Corday ihren idealistischen Ehrgeiz und verkündete angeblich: „Ich habe einen Mann getötet, um 100.000 zu retten.“ |      |
| Delarivier Manley                          | Mary Manley                 | um 1663      | England                       | Autorin, gewann durch eine umfangreiche Produktion von Schlüsselromanen und journalistischen Beiträgen internationale Bekanntheit. |      |
| Elizabeth Carter                           | Elizabeth Carter            | 1717         | England                       | Englische Dichterin, Klassizistin, Schriftstellerin, Übersetzerin und Mitglied des Bluestocking Circle. |      |
| Elizabeth Hamilton                         | Elizabeth Hamilton          | 1756         | Schottland                    | Essayistin, Dichterin, Satirikerin und Romancier. |      |
| Elizabeth Montagu                          | Elizabeth Montagu           | 1718         | England                       | Salondame, Schriftstellerin und Mäzenin, die die „Blaustrumpf“-Bewegung im England des 18. Jahrhunderts mitbegründete (Blue Stockings Society). |      |
| Elizabeth Vesey                            | Elizabeth Vesey             | 1715         | Irland                        | Wohlhabende Intellektuelle, verbunden mit der Bluestockings-Gruppe, einem sozialen und pädagogischen Kreis für Frauen. |      |
| Françoise d’Aubigné, marquise de Maintenon | Francoise de Maintenon      | 1635         | Frankreich                    | Mätresse und in morganatischer Ehe die zweite Gemahlin von Ludwig XIV. von Frankreich. |      |
| Germaine de Staël                          | Germaine de Staël           | 1766         | Frankreich, Schweiz           | Vorläuferin der Literatursoziologie und der vergleichenden Literaturwissenschaft. Ihr meistgelesenes Werk war Über Deutschland. |      |
| Hannah More                                | Hannah More                 | 1745         | England                       | Religiöse Schriftstellerin und Philanthropin, als Dichterin und Dramatikerin aktiv im Kreis von Johnson, Reynolds und Garrick. |      |
| Hester Stanhope                            | Hester Stanhope             | 1776         | England                       | Abenteurerin. Sie herrschte über ein lokales „Reich“ in den Drusenbergen des Libanon. |      |
| Ida Pfeiffer                               | Ida Pfieffer                | 1797         | Erzherzogtum Österreich       | Weltreisende und Reiseschriftstellerin, die als erste europäische Frau das Innere der Insel Borneo durchquerte. |      |
| Isabella Bishop                            | Isabella Bishop             | 1831         | England                       | Forscherin, Naturforscherin, Fotografin und Schriftstellerin. Sie gründete zusammen mit Fanny Jane Butler das John Bishop Memorial Hospital und war die erste Frau, die zum Fellow der Royal Geographical Society gewählt wurde.                                                                                           |      |
| Jeanne Louise Henriette Campan             | Jeanne Campan               | 1752         | Frankreich                    | Sprach fließend Französisch, Englisch und Italienisch und wurde zur Vorleserin der drei Töchter von Ludwig XV. Wenige Jahre später wurde sie die engste Vertraute von Marie Antoinette, als diese nach Versailles kam. |      |
| Jekaterina Romanowna Woronzowa-Daschkowa   | Yekaterina Dashkova         | 1743         | Russisches Kaiserreich        | Enge Vertraute der russischen Kaiserin Katharina der Großen und eine bedeutende Persönlichkeit der Aufklärung in Russland, unter anderem als Leiterin der Russischen Akademie der Wissenschaften. |      |
| Josefa Amar y Borbón                       | Josefa Amar                 | 1749         | Königreich Spanien            | Schriftstellerin, die zu einer Gruppe gehörte, die sich über die Dekadenz der spanischen Verhältnisse Sorgen machte und sie durch Erziehung korrigieren wollte. |      |
| Madame de Pompadour                        | Jeanne de Pompodour         | 1721         | Frankreich                    | Mätresse des französischen Königs Ludwig XV. |      |
| Madame Roland                              | Jeanne Manon Roland         | 1754         | Frankreich                    | Politische Figur in der Französischen Revolution, die in Paris einen Salon führte und an der Seite ihres Ehemanns die Politik der Girondisten wesentlich beeinflusste. |      |
| Marie-Madeleine de La Fayette              | Marie de Lafayette          | 1634         | Frankreich                    | Adelige und Schriftstellerin, ihr Roman La Princesse de Clèves gilt als erster historischer Roman Frankreichs und einer der ersten Romane in der europäischen Literaturgeschichte. |      |
| Marie Tussaud                              | Marie Tussaud               | 1761         | England, Frankreich           | Wachsbildnerin und Gründerin des nach ihr benannten Museums Madame Tussauds in London. |      |
| Mary Ann Radcliffe                         | Mary Radcliffe              | um 1746      | Königreich Großbritannien     | Schriftstellerin und wichtige Person in der frühen Frauenbewegung. |      |
| Mary Boyle, Countess of Cork and Orrery    | Mary Monckton               | 1746         | England                       | Salonnière und Blaustrumpf in London. |      |
| Mary Hays                                  | Mary Hays                   | 1759         | England                       | Autodidaktin, die Essays, Gedichte, Romane und einige Arbeiten über berühmte oder berüchtigte Frauen veröffentlichte, frühe Feministin. |      |
| Mary Shelley                               | Mary Shelley                | 1797         | London                        | Schriftstellerin, Autorin von Frankenstein oder Der moderne Prometheus, mehreren Romanen, Essays, Kurzgeschichten, Theaterstücken, Gedichten, Rezensionen, Biografien und Reiseerzählungen. Frau von Percy Bysshe Shelley, Tochter von William Godwin und Mary Wollstonecraft.                                             |      |
| Mary Wortley Montagu                       | Mary Wortley Montagu        | 1689         | England, Türkei               | Schriftstellerin. |      |
| Olympe de Gouges                           | Olympe de Gouges            | 1748         | Frankreich                    | Revolutionärin, Frauenrechtlerin, Schriftstellerin und Autorin von Theaterstücken im Zeitalter der Aufklärung. Sie ist die Verfasserin der Erklärung der Rechte der Frau und Bürgerin von 1791. |      |
| Rahel Varnhagen von Ense                   | Rachel Varnhagen            | 1771         | Königreich Preußen            | Schriftstellerin und Salonnière jüdischer Abstammung. Rahel Varnhagen gehörte der romantischen Epoche an und vertrat zugleich Positionen der europäischen Aufklärung. Sie trat für die jüdische Emanzipation und die Emanzipation der Frauen ein.                                                                          |      |
| Suzanne Curchod                            | Suzanne Necker              | 1737         | Schweiz                       | Schriftstellerin und bedeutende Pariser Salonière der Aufklärung. |      |
| Théroigne de Méricourt                     | Théroigne de Mericourt      | 1762         | Frankreich                    | Wird auch „Amazone der Französischen Revolution“ genannt, weil sie für die Bewaffnung der Frauen eintrat. Als eloquente Vortragende hielt sie feurige Reden in Clubs, vor der Nationalversammlung und auf den Straßen. 1793 wurde sie von aufgebrachten Sansculotten angegriffen, schwer misshandelt und am Kopf verletzt. |      |

Einzelnachweise
1. ↑  Brooklyn Museum: Mary Wollstonecraft. In: brooklynmuseum.org. Abgerufen am 31. Oktober 2019.